# Frassino (Italia)
Frassino (Frasso in piemontese, Fraisse in occitano) è un comune italiano di 255 abitanti della provincia di Cuneo in Piemonte, situato nella Valle Varaita.

## Geografia fisica

### Territorio
Il territorio comunale si estende su ambedue i fianchi della Valle Varaita. Il capoluogo, posto sul fondovalle, è dominato dal monte Birrone (2131 m) a sud e dal monte Ricordone (1761 m) a nord.
In questa zona il fondovalle si restringe abbastanza; per questo motivo gran parte dei centri abitati si sono sviluppati a mezza costa, e lo stesso capoluogo comunale è in posizione più elevata rispetto al greto del torrente.
Il versante esposto a nord (ubac) è piuttosto scosceso, con delle vere e proprie rupi che scendono sul paese; quello rivolto a sud (adrech) è più dolce, pur presentando locali scoscendimenti. Nel passato, il versante rivolto a sud era caratterizzato da estesi pascoli, più rari sull'altro versante; oggi, l'abbandono della montagna ed il rimboschimento spontaneo ha modificato notevolmente questa situazione. Sul versante dell'ubac rimangono estesi pascoli in alta quota.

## Storia

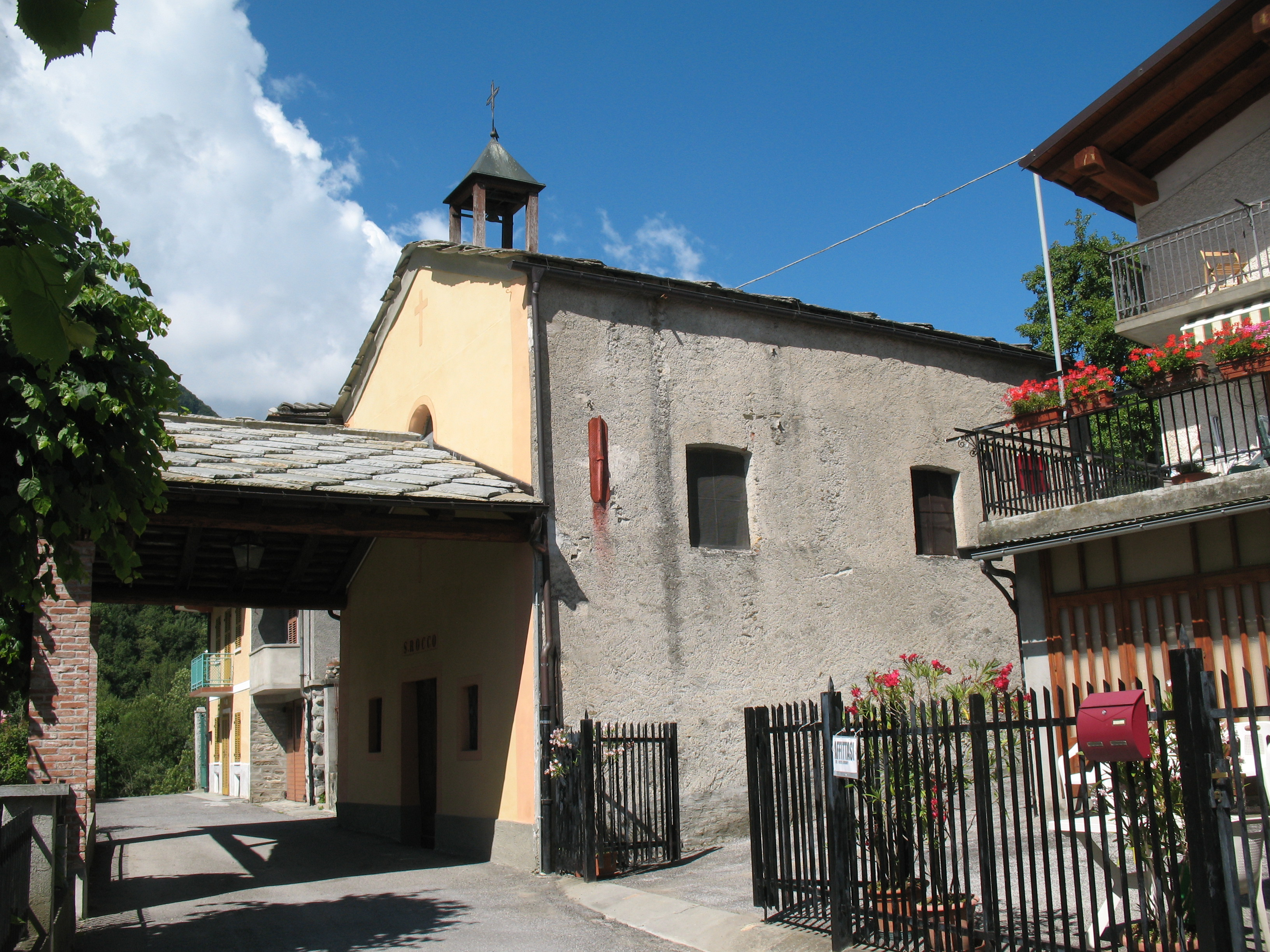
Chiesa di S. Rocco

Il comune di Frassino fu abitato fin dall'epoca romana. Nel X secolo fu proprietà del vescovo di Torino, e feudo dei signori di Verzuolo. Nel 1172 divenne possedimento del Marchesato di Saluzzo, di cui seguì le vicende, per poi passare sotto il dominio di casa Savoia nel 1589. Dopo questa data, fu possedimento di diverse famiglie nobili.
Alieno da grandi eventi, il paese visse una grave tragedia il 19 gennaio 1885, quando una valanga si staccò dal sovrastante monte Ricordone e si abbatté sul paese, distruggendo tre frazioni e causando la morte di 80 persone. L'evento è ricordato da una croce posta sul monte Ricordone, non sulla vetta, ma nel punto dal quale si staccò la valanga.

### Simboli
Lo stemma, il gonfalone e la bandiera sono stati concessi con il decreto del presidente della Repubblica dell'11 febbraio 2021.
Stemma
Gonfalone
Bandiera

## Società

### Evoluzione demografica
Abitanti censiti

## Cultura
Frassino appartiene all'area linguistica e culturale occitana; la lingua occitana è ancora parlata.
La manifestazione più tipica è la Baìo de San Morisi, che si tiene ogni quattro anni.
Numerose sono le costruzioni religiose, testimonianza della fede dei valligiani. Sui sentieri si trovano numerose cappellette votive. Interessante da visitare è la Parrocchiale di Santo Stefano, nella sede comunale. Altro centro d'interesse è il Santuario della Madonna degli Angeli, risalente a metà Ottocento, dove il 15 agosto si svolgono importanti festeggiamenti in onore della Madonna Assunta.
È in corso la realizzazione di un Museo dei muratori, per mantenere la memoria della tradizionale attività del paese.

## Economia
Storicamente, il territorio di Frassino ha sempre avuto un'economia di tipo agricolo. Di recente, si è avuto un modesto afflusso turistico, con il nascere di alcune strutture ricettive e di ristoro.
È presente un'attività artigianale, basata principalmente sulla lavorazione del legno. Una recente innovazione è rappresentata da attività artigiane legate al settore agroalimentare, tra cui un pastificio, un salumificio, ed una fabbrica di birra. Importante anche l'attività edile, cui i frassinesi si dedicano da secoli, con particolare specializzazione nella realizzazione di coperture di tetti in pietra.
Il territorio presenta alcuni prodotti tipici, tra cui il più importante è forse il tomin dal Mel, un formaggio di latte vaccino prodotto nei comuni di Melle e Frassino.

## Amministrazione
Di seguito è presentata una tabella relativa alle amministrazioni che si sono succedute in questo comune.
| Periodo        | Periodo        | Primo cittadino          | Partito                                 | Carica  | Note   |
| -------------- | -------------- | ------------------------ | --------------------------------------- | ------- | ------ |
| 25 luglio 1988 | 7 giugno 1993  | Giovanni Civalleri       | -                                       | Sindaco | [ 11 ] |
| 7 giugno 1993  | 28 aprile 1997 | Bernardino Matteodo      | -                                       | Sindaco | [ 11 ] |
| 28 aprile 1997 | 14 maggio 2001 | Bernardino Matteodo      |                                         | Sindaco | [ 11 ] |
| 14 maggio 2001 | 30 maggio 2006 | Mauro Giovanni Cornaglia | lista civica                            | Sindaco | [ 11 ] |
| 30 maggio 2006 | 16 maggio 2011 | Bernardino Matteodo      | lista civica                            | Sindaco | [ 11 ] |
| 16 maggio 2011 | 5 giugno 2016  | Bernardino Matteodo      | lista civica: due mani che si stringono | Sindaco | [ 11 ] |
| 5 giugno 2016  | 3 ottobre 2021 | Roberto Ellena           | lista civica                            | Sindaco | [ 11 ] |
| 3 ottobre 2021 | in carica      | Roberto Ellena           | lista civica                            | Sindaco | [ 11 ] |

### Altre informazioni amministrative
Frassino faceva parte della Comunità montana Valli Po, Bronda, Infernotto e Varaita.